# Рунк (Відра, Алба)
Рунк (рум. Runc) — село у повіті Алба в Румунії. Входить до складу комуни Відра.
Село розташоване на відстані 324 км на північний захід від Бухареста, 56 км на північний захід від Алба-Юлії, 64 км на південний захід від Клуж-Напоки.

## Населення
За даними перепису населення 2002 року у селі проживали 59 осіб, усі — румуни. Усі жителі села рідною мовою назвали румунську.